# Korea Południowa na Letnich Igrzyskach Olimpijskich 1996
Koreę Południową na Letnich Igrzyskach Olimpijskich 1996 reprezentowało 300 zawodników (189 mężczyzn, 111 kobiet). Był to 12 start reprezentacji Korei Południowej na letnich igrzyskach olimpijskich. Reprezentacja zdobyła 27 medali.

## Zdobyte medale
| Medal  | Zawodnik | Dyscyplina      | Konkurencja                           | Rezultat                                                                                              |
| ------ | --- | --------------- | ------------------------------------- | --- |
| Złoto  | Bang Su-hyeon | Badminton       | gra pojedyncza kobiet                 | w finale pokonała Indonezyjkę Mia Audinę 2:0 (11:6, 11:7)                                             |
| Złoto  | Gir Yeong-a, Kim Dong-mun | Badminton       | gra mieszana                          | w finale pokonali rodaków Na Gyeong-min - Park Ju-bong 2:1 (13:15, 15:4, 15:12)                       |
| Złoto  | Cho Min-seon | Judo            | waga do 66 kg kobiet                  | w finale pokonała Anetę Szczepańską                                                                   |
| Złoto  | Jeon Ki-young | Judo            | waga do 86 kg mężczyzn                | w finale pokonał Uzbeka Armena Bogdasarowa                                                            |
| Złoto  | Kim Kyung-wook | Łucznictwo      | indywidualnie kobiety                 | w finale pokonała Chinkę He Ying 113:107                                                              |
| Złoto  | Kim Kyung-wook, Kim Jo-sun, Yun Hye-young | Łucznictwo      | drużynowo kobiety                     | w finale pokonały drużynę Niemiec 245:235                                                             |
| Złoto  | Sim Gwon-ho | Zapasy          | styl klasyczny waga do 48 kg mężczyzn | w finale pokonał Białorusina Aleksandra Pawłowa                                                       |
| Srebro | Gir Yeong-a, Jang Hye-ok | Badminton       | gra podwójna kobiet                   | w finale uległy parze z Chin Gu Jun - Ge Fei 0:2 (5:15, 5:15)                                         |
| Srebro | Na Gyeong-min, Park Ju-bong | Badminton       | gra mieszana                          | w finale ulegli rodakom Gir Yeong-a - Kim Dong-mun 1:2 (15:13, 4:15, 12:15)                           |
| Srebro | Lee Seung-bae | Boks            | waga półciężka (do 81 kg) mężczyźni   | w finale przegrał z Kazachem Wasilijem Żyrowem 4:17                                                   |
| Srebro | Yeo Hong-cheol | Gimnastyka      | skok przez konia mężczyzn             | 9,756 pkt                                                                                             |
| Srebro | Yu Je-suk, Choi Eun-gyeong, Jo Eun-jeong, O Seung-sin, Im Jeong-suk, Kim Myeong-ok, Jang Eun-jeong, Lee Ji-yeong, Lee Eun-gyeong, Gwon Su-hyeon, U Hyeon-jeong, Choi Mi-sun, Lee Eun-yeong, Jeon Yeong-seon, Gwon Chang-suk, Jin Deok-san   | Hokej na trawie | turniej kobiet                        | w meczu finałowym przegrały z drużyną Australii 1:3                                                   |
| Srebro | Hyun Sook-hee | Judo            | waga do 48 kg kobiet                  | w finale uległa zawodniczce z Francji Marie-Claire Restoux                                            |
| Srebro | Jung Sun-yong | Judo            | waga do 56 kg kobiet                  | w finale przegrała z Kubanką Driulis González                                                         |
| Srebro | Kwak Dae-sung | Judo            | waga do 71 kg mężczyzn                | w finale uległ Japończykowi Kenzo Nakamura                                                            |
| Srebro | Kim Min-soo | Judo            | waga do 95 kg mężczyzn                | w finale przegrał z Pawłem Nastulą                                                                    |
| Srebro | Lee Bong-ju | Lekkoatletyka   | maraton mężczyzn                      | 2:13,20 h                                                                                             |
| Srebro | Oh Kyo-moon, Kim Bo-ram, Jang Yong-ho | Łucznictwo      | turniej drużynowy mężczyzn            | w finale ulegli drużynie Stanów Zjednoczonych 249:251                                                 |
| Srebro | Moon Hyang-ja, Huh Soon-young, Kim Mi-sam, Han Sun-hee, Kwag Hye-jeong, Lim O-kyung, Kim Rang, Kim Jeong-mi, Oh Sung-ok, Hong Jeong-ho, Park Jeong-lim, Oh Yong-ran, Park Jeong-lim, Kim Eun-mi, Lee Sang-eun, Cho Eun-hee, Kim Cheong-ship | Piłka ręczna    | turniej kobiet                        | w finale przegrały z reprezentacją Danii 33:37                                                        |
| Srebro | Jang Jae-sung | Zapasy          | styl wolny waga do 62 kg              | w finale przegrał z Amerykaninem Tomem Brandsem                                                       |
| Srebro | Park Jang-soon | Zapasy          | styl wolny waga do 74 kg              | w finale przegrał z Rosjaninem Buwajsem Sajtijewem                                                    |
| Srebro | Yang Hyun-mo | Zapasy          | styl wolny waga do 82 kg mężczyzn     | w finale przegrał z Rosjaninem Chadżimuradem Magomiedowem                                             |
| Brąz   | Jung Sung-sook | Judo            | waga do 61 kg kobiet                  | |
| Brąz   | Cho In-chul | Judo            | waga do 78 kg mężczyzn                | |
| Brąz   | Oh Kyo-moon | Łucznictwo      | indywidualnie mężczyźni               | w meczu o brązowy medal pokonał Belga Paula Vermeirena 115:110                                        |
| Brąz   | Park Hae-jeong, Yu Ji-hye | Tenis stołowy   | gra podwójna kobiet                   | w meczu o brązowy medal pokonały rodaczki Kim Mu-gyo - Park Gyeong-ae 3:1 (21-16, 21-6, 14-21, 21-12) |
| Brąz   | Lee Cheol-seung, Yu Nam-gyu | Tenis stołowy   | gra podwójna mężczyzn                 | w meczu o brązowy medal pokonali Niemców Steffena Fetznera - Jörga Roßkopfa 3:0 (21:18, 21:13, 22:20) |

## Skład kadry

### Badminton
Kobiety
- Bang Su-hyeon - gra pojedyncza - 1. miejsce,
- Kim Ji-hyeon - gra pojedyncza - 4. miejsce,
- Na Gyeong-min - gra pojedyncza - 33. miejsce,
- Gir Yeong-a, Jang Hye-ok - gra podwójna - 2. miejsce,
- Kim Mi-hyang, Kim Sin-yeong - gra podwójna - 9. miejsce,
- Jeong Jae-hui, Park Su-yeon - gra podwójna - 9. miejsce,

Mężczyźni
- Lee Gwang-jin - gra pojedyncza - 5. miejsce,
- Park Seong-u - gra pojedyncza - 5. miejsce,
- Kim Hak-gyun - gra pojedyncza - 17. miejsce,
- Ha Tae-gwon, Gang Gyeong-jin - gra podwójna - 5. miejsce,
- Kim Dong-mun, Yu Yong-seong - gra podwójna - 17. miejsce,

Mikst
- Gir Yeong-a, Kim Dong-mun - 1. miejsce,
- Na Gyeong-min, Park Ju-bong - 2. miejsce,

### Baseball
Mężczyźni
- Son Min-han, Kim Su-gwan, Bae Jae-hyo, Jo In-seong, Gang Hyeok, Jo Jin-ho, Jin Gab-yong, Jo Gyeong-hwan, Lee Dong-uk, Gang Pil-seon, Im Seon-dong, Lee Byeong-gyu, O Cheol-min, Jeon Seung-nam, Kim Yeong-su, Mun Dong-hwan, Na Man-ho, An Hui-bong, Kim Seon-u, Chea Jong-guk - 8. miejsce,

### Boks
Mężczyźni
- Bae Gi-ung waga kogucia do 54 kg - 9. miejsce,
- Sin Su-yeong waga piórkowa do 57 kg - 17. miejsce,
- Sin Eun-cheol waga lekka do 60 kg - 7. miejsce,
- Han Hyeong-min waga lekkopółśrednia do 63,5 kg - 17. miejsce,
- Bae Ho-jo waga półśrednia do 67 kg - 9. miejsce,
- Lee Wan-gyun waga lekkośrednia do 71 kg - 17. miejsce,
- Mun Im-cheol waga średnia do 75 kg - 17. miejsce,
- Lee Seung-bae waga półciężka do 81 kg - 2. miejsce,
- Go Yeong-sam waga ciężka do 91 kg - 17. miejsce,

### Gimnastyka
Kobiety
- Kong Yun-jin

wielobój indywidualnie - 63. miejsce,
ćwiczenia wolne - 72. miejsce,
skok przez konia - 62.miejsce,
ćwiczenia na poręczach - 86. miejsce,
ćwiczenia na równoważni - 64. miejsce,
Mężczyźni
- Lee Ju-hyeong

wielobój indywidualnie - 20. miejsce,
ćwiczenia wolne - 22. miejsce,
skok przez konia - 36. miejsce,
ćwiczenia na poręczach - . miejsce,
ćwiczenia na drążku - . miejsce,
ćwiczenia na kółkach - . miejsce,
ćwiczenia na koniu z łękami - . miejsce,
- Han Yun-su

wielobój indywidualnie - 34. miejsce,
ćwiczenia wolne - 42. miejsce,
skok przez konia - 63. miejsce,
ćwiczenia na poręczach - 24. miejsce,
ćwiczenia na drążku - 12. miejsce,
ćwiczenia na kółkach - 71. miejsce,
ćwiczenia na koniu z łękami - 10. miejsce,
- Kim Dong-hwa

wielobój indywidualnie - 76. miejsce,
ćwiczenia wolne - 71. miejsce,
skok przez konia - 86. miejsce,
ćwiczenia na poręczach - 98. miejsce,
ćwiczenia na drążku - 62. miejsce,
ćwiczenia na kółkach - 32. miejsce,
ćwiczenia na koniu z łękami - 85. miejsce,
- Jeong Jin-su

wielobój indywidualnie - 79. miejsce,
ćwiczenia wolne - 19. miejsce,
skok przez konia - 101. miejsce,
ćwiczenia na poręczach - 11. miejsce,
ćwiczenia na drążku - 29. miejsce,
ćwiczenia na kółkach - 38. miejsce,
ćwiczenia na koniu z łękami - 100. miejsce,
- Yeo Hong-cheol

wielobój indywidualnie - 82. miejsce,
ćwiczenia wolne - 11. miejsce,
skok przez konia - 2. miejsce,
ćwiczenia na poręczach - 61. miejsce,
ćwiczenia na drążku - 102. miejsce,
ćwiczenia na kółkach - 54. miejsce,
ćwiczenia na koniu z łękami - 102. miejsce,
- Jo Seong-min

wielobój indywidualnie - 86. miejsce,
ćwiczenia wolne - 31. miejsce,
skok przez konia - 42. miejsce,
ćwiczenia na poręczach - 76. miejsce,
ćwiczenia na drążku - 97. miejsce,
ćwiczenia na kółkach - 100. miejsce,
ćwiczenia na koniu z łękami - 90. miejsce,
- Kim Bong-hyeon

wielobój indywidualnie - 105. miejsce,
skok przez konia - 99. miejsce,
ćwiczenia na poręczach - 100. miejsce,
ćwiczenia na drążku - 90. miejsce,
ćwiczenia na kółkach - 101. miejsce,
ćwiczenia na koniu z łękami - 42. miejsce,
- Lee Ju-hyeong, Han Yun-su, Kim Dong-hwa, Jeong Jin-su, Yeo Hong-cheol, Jo Seong-min, Kim Bong-hyeon - wielobój drużynowo - 8. miejsce,

### Hokej na trawie
Kobiety
- Yu Je-suk, Choi Eun-gyeong, Jo Eun-jeong, O Seung-sin, Im Jeong-suk, Kim Myeong-ok, Jang Eun-jeong, Lee Ji-yeong, Lee Eun-gyeong, Gwon Su-hyeon, U Hyeon-jeong, Choi Mi-sun, Lee Eun-yeong, Jeon Yeong-seon, Gwon Chang-suk, Jin Deok-san - 2. miejsce,

Mężczyźni
- Gu Jin-su, Sin Seok-gyo, Han Byeong-guk, Yu Myeong-gun, Jo Myeong-jun, Jeon Jong-ha, Yu Seung-jin, Park Sin-heung, Gang Geon-uk, Kim Jong-i, Jeong Yong-gyun, Song Seong-tae, Kim Yong-bae, Hong Gyeong-seop, Kim Yeong-gwi, Kim Yun - 5. miejsce,

### Judo
Kobiety
- Hyun Sook-hee - waga do 52 kg - 2. miejsce,
- Jung Sun-yong - waga do 56 kg - 2. miejsce,
- Jung Sung-sook - waga do 61 kg - 3. miejsce,
- Cho Min-seon - waga do 66 kg - 1. miejsce,
- Son Hyeon-mi - waga powyżej 72 kg - 7. miejsce,

Mężczyźni
- Kim Jong-won - waga do 60 kg - 9. miejsce,
- Lee Seong-hun - waga do 65 kg - 17. miejsce,
- Kwak Dae-sung - waga do 71 kg - 2. miejsce
- Cho In-chul - waga do 78 kg - 3. miejsce
- Jeon Ki-young - waga do 86 kg - 1. miejsce,
- Kim Min-soo - waga do 95 kg - 2. miejsce,

### Kajakarstwo górskie
Mężczyźni
- Park Chang-gyu, Jeon Gwang-rak

C-2 500 m - odpadli w półfinale,
C-2 1000 m - odpadli w półfinale,

### Kolarstwo
Kobiety
- Kim Yong-mi

kolarstwo szosowe wyścig ze startu wspólnego - nie ukończyła wyścigu,
kolarstwo torowe wyścig punktowy - nie ukończyła wyścigu,
Mężczyźni
- Park Min-su - kolarstwo szosowe wyścig ze startu wspólnego - nie ukończył wyścigu,
- Hyeon Byeong-cheol - kolarstwo torowe - sprint - odpadł w eliminacjach,
- Hong Seok-han - kolarstwo torowe wyścig na 1 km ze startu zatrzymanego - 19. miejsce,
- Jeon Dae-heung, Jeong Yeong-hun, Kim Jung-mo, No Yeong-sik - kolarstwo torowe wyścig na 4000 m na dochodzenie drużynowo - 15. miejsce,
- Jo Ho-Seong - kolarstwo torowe - wyścig punktowy - 8. miejsce,

### Koszykówka
Kobiety
- Kim Ji-yun, Jeon Ju-won, Gwon Eun-jeong, Han Hyeon-seon, Yu Yeong-ju, Park Jeong-eun, Kim Jeong-min, An Seon-mi, Cheon Eun-suk, Lee Jong-ae, Jeong Seon-min, Jeong Eun-sun - 10. miejsce,

Mężczyźni
- Lee Sang-min, Gang Dong-hui, Yang Hui-seung, Hyeon Ju-yeop, Heo Jae, Mun Gyeong-eun, O Seong-sik, Jo Dong-gi, Jeon Hui-cheol, Jeong Jae-geun, Jeong Gyeong-ho - 12. miejsce,

### Lekkoatletyka
Kobiety
- Lee Yeong-suk - bieg na 100 m - odpadła w eliminacjach,
- O Mi-ja - maraton - 30. miejsce,
- Gang Sun-deok - maraton - nie ukończyła biegu,
- Lee Mi-gyeong - maraton - nie ukończyła biegu,
- Lee Myeong-seon - pchnięcie kulą - 20. miejsce,
- Lee Yeong-seon - rzut oszczepem - 15. miejsce,

Mężczyźni
- Jin Seon-guk - bieg na 100 m - odpadł w eliminacjach,
- Son Ju-il - bieg na 400 m - odpadł w eliminacjach,
- Lee Bong-ju - maraton - 2. miejsce,
- Kim I-yong - maraton - 12. miejsce,
- Kim Wan-gi - maraton - nie ukończył biegu,
- Lee Jin-taek - skok wzwyż - 8. miejsce,
- Kim Tae-hui - skok wzwyż - 32. miejsce,
- Jo Hyeon-uk - skok wzwyż - 33. miejsce,
- Kim Cheol-gyun - skok o tyczce - 24. miejsce,
- Seong Hui-jun - skok w dal - nie został sklasyfikowany - nie oddał żadnej udanej próby,
- Chu Gi-yeong - rzut oszczepem - 31. miejsce,

### Łucznictwo
Kobiety
- Kim Kyung-wook - indywidualnie - 1. miejsce,
- Kim Jo-sun - indywidualnie - 6. miejsce,
- Yun Hye-young - indywidualnie - 9. miejsce,
- Kim Kyung-wook, Kim Jo-sun, Yun Hye-young - drużynowo - 1. miejsce,

Mężczyźni
- Oh Kyo-moon - indywidualnie - 3. miejsce,
- Kim Bo-ram - indywidualnie - 5. miejsce,
- Jang Yong-ho - indywidualnie - 7. miejsce,
- Oh Kyo-moon, Kim Bo-ram, Jang Yong-ho - drużynowo - 2. miejsce

### Pięciobój nowoczesny
Mężczyźni
- Kim Mi-seop - indywidualnie - 11. miejsce,

### Piłka nożna
Mężczyźni
- Seo Dong-myeong, Choi Seong-yong, Lee Sang-hyeon, Lee Gyeong-su, Lee Gi-hyeong, Yun Jeong-hwan, Jang Chang-nam, Choi Yong-su, Lee Won-sik, Kim Hyeon-su, Kim Sang-hun, Lee Im-saeng, Choi Yun-yeol, Ha Seok-ju, Hwang Seon-hong - 11. miejsce,

### Piłka ręczna
Kobiety
- Moon Hyang-ja, Huh Soon-young, Kim Mi-sam, Han Sun-hee, Kwag Hye-jeong, Lim O-kyung, Kim Rang, Kim Jeong-mi, Oh Sung-ok, Hong Jeong-ho, Park Jeong-lim, Oh Yong-ran, Park Jeong-lim, Kim Eun-mi, Lee Sang-eun, Cho Eun-hee, Kim Cheong-ship - 2. miejsce,

### Pływanie
Kobiety
- Seo So-yeong - 50 m stylem dowolnym - 41. miejsce,
- Lee Bo-eun - 100 m stylem dowolnym - 35. miejsce,
- Lee Ji-hyeon

200 m stylem dowolnym - 32. miejsce,
200 m stylem zmiennym - 35. miejsce,
400 m stylem zmiennym - 28. miejsce,
- Jeong On-ra - 400 m stylem dowolnym - 31. miejsce,
- Seo Hyeon-su - 800 m stylem dowolnym - 24. miejsce,
- Jeong On-ra, Lee Bo-eun, Lee Ji-hyeon, Seo So-yeong

sztafeta 4 x 100 m stylem dowolnym - 19. miejsce,
sztafeta 4 x 200 m stylem dowolnym - 18. miejsce,
- Lee I Ji-hyeon - 100 m stylem grzbietowym - 18. miejsce,
- Lee Chang-ha - 200 m stylem grzbietowym - 13. miejsce,
- Byeon Hye-yeong - 100 m stylem klasycznym - 30. miejsce,
- No Ju-hui - 200 m stylem klasycznym - 28. miejsce,
- Park U-hui

100 m stylem motylkowym - 41. miejsce,
200 m stylem motylkowym - 32. miejsce,
- Byeon Hye-yeong, Lee Bo-eun, Lee I Ji-hyeon, Park U-hui - sztafeta 4 x 100 m stylem zmiennym - 18. miejsce,

Mężczyźni
- Go Un-Ho

100 m stylem dowolnym - 49. miejsce,
200 m stylem dowolnym - 26. miejsce,
- U Cheol - 400 m stylem dowolnym - 30. miejsce,
- Lee Gyu-chang - 1500 m stylem dowolnym - 25. miejsce,
- Kim Min-seok, Go Un-ho, Lee Gyu-chang, U Cheol - sztafeta 4 x 200 m stylem dowolnym - 15. miejsce,
- Kim Min-seok - 100 m stylem grzbietowym - 39. miejsce,
- Ji Sang-jun - 200 m stylem grzbietowym - 14. miejsce,
- Jo Gwang-je - 100 m stylem klasycznym - 24. miejsce,
- Yang Dae-cheol - 100 m stylem motylkowym - 52. miejsce,
- Lee Jeong-hyeong - 200 m stylem motylkowym - 35. miejsce,
- Kim Bang-hyeon

200 m stylem zmiennym - 26. miejsce,
400 m stylem zmiennym - 21. miejsce,
- Jo Gwang-je, Kim Min-seok, Go Un-ho, Yang Dae-cheol - sztafeta 4 x 100 m stylem zmiennym - 17. miejsce,

### Podnoszenie ciężarów
Mężczyźni
- Go Gwang-gu - waga do 56 kg - 7. miejsce,
- Jeon Byeong-gwan - waga do 59 kg - nie został sklasyfikowany (nie zaliczył żadnej próby w podrzucie),
- Hwang Hui-yeol - waga do 64 kg - 13. miejsce,
- Im Dong-gi - waga do 91 kg - 20. miejsce,
- Choi Dong-gil - waga do 99 kg - 10. miejsce,
- Jeon Sang-seok - waga do 108 kg - 13. miejsce,
- Kim Tae-hyeon - waga powyżej 108 kg - 4. miejsce,

### Siatkówka
Kobiety
- Jang Yun-hui, Lee Su-jeong, Gang Hye-mi, Jeong Seon-hye, Kim Nam-sun, Park Su-jeong, Hong Ji-yeon, Jang So-yeon, Choi Gwang-hui - 6. miejsce,

Mężczyźni
- Im Do-heon, Kim Se-jin, Sin Yeong-cheol, Bang Sin-bong, Kim Sang-u, Ha Jong-hwa, Choi Cheon-sik, Park Hui-sang, Lee Seong-hui, Sin Jeong-seop, Sin Jin-sik, Park Seon-chul - 9. miejsce,

### Skoki do wody
Kobiety
- Im Yun-ji - wieża 10 m - 31. miejsce,
- Kim Yeo-yeong - wieża 10 m - 32. miejsce,

Mężczyźni
- Lee Jong-hwa - trampolina 3 m - 32. miejsce,
- Gwon Gyeong-min - wieża 10 m - 31. miejsce,

### Strzelectwo
KObiety
- Lee Hyo-suk - pistolet pneumatyczny 10 m - 9. miejsce,
- Bu Sun-hui

pistolet pneumatyczny 10 m - 15. miejsce,
pistolet sportowy 25 m - 4. miejsce,
- Park Jeong-hui - pistolet sportowy 25 m - 21. miejsce,
- Jin Sun-ryeong - karabin pneumatyczny 10 m - 9. miejsce,
- Kim Jeong-mi - karabin pneumatyczny - 19. miejsce,
- Gong Hyeon-a - karabin małokalibrowy trzy pozycje 50 m - 6. miejsce,
- Won Gyeong-suk - karabin małokalibrowy trzy pozycje 50 m - 32. miejsce,
- Lee Sang-hui - podwójny trap - 17. miejsce,

Mężczyźni
- Kim Seong-jun

pistolet pneumatyczny 10 m - 12. miejsce,
pistolet dowolny 50 m - 37. miejsce,
- Kim Seong-joon

pistolet pneumatyczny 10 m - 36. miejsce,
pistolet dowolny 50 m - 11. miejsce,
- Lee Eun-cheol

karabin pneumatyczny 10 m - 11. miejsce,
karabin małokalibrowy trzy pozycje leżąc 50 m - 18. miejsce,
karabin małokalibrowy leżąc 50 m - 7. miejsce,
- Im Yeong-seop - karabin pneumatyczny 10 m - 11. miejsce,
- Cha Yeong-cheol

karabin małokalibrowy trzy pozycje leżąc 50 m - 40. miejsce,
karabin małokalibrowy leżąc 50 m - 36. miejsce,
- Park Cheol-seung

trap - 13. miejsce,
podwójny trap - 4. miejsce,

### Szermierka
Kobiety
- Jeon Mi-gyeong - floret indywidualnie - 32. miejsce,
- Go Jeong-jeon - szpada indywidualnie - 8. miejsce,
- Kim Hui-jeong - szpada indywidualnie - 28. miejsce,
- Lee Geum-nam - szpada indywidualnie - 30. miejsce,
- Kim Hui-jeong, Go Jeong-jeon, Lee Geum-nam - szpada drużynowo - 10. miejsce,

Mężczyźni
- Kim Yeong-ho - floret indywidualnie - 8. miejsce,
- Kim Yong-guk - floret indywidualnie - 29. miejsce,
- Jeong Su-gi - floret indywidualnie - 30. miejsce,
- Jeong Su-gi, Kim Yong-guk, Kim Yeong-ho - floret drużynowo - 7. miejsce,
- Yang Noe-seong - szpada indywidualnie - 23. miejsce,
- Jang Tae-seok - szpada indywidualnie - 27. miejsce,
- Lee Sang-ki - szpada indywidualnie - 42. miejsce,
- Jang Tae-seok, Lee Sang-gi, Yang Noe-seong - szpada drużynowo - 10. miejsce,
- Yu Sang-ju - szabla indywidualnie - 32. miejsce,
- Seo Seong-jun - szabla indywidualnie - 33. miejsce,
- Lee Hyo-geun - szabla indywidualnie - 38. miejsce,
- Lee Hyo-geun, Seo Seong-jun, Yu Sang-ju - szabla drużynowo - 11. miejsce,

### Tenis stołowy
Kobiety
- Park Hae-jeong - gra pojedyncza - 9. miejsce,
- Park Gyeong-ae - gra pojedyncza - 17. miejsce,
- Yu Ji-hye - gra pojedyncza - 17. miejsce,
- Park Hae-jeong, Yu Ji-hye - gra podwójna - 3. miejsce
- Kim Mu-gyo, Park Gyeong-ae - gra podwójna - 4. miejsce

Mężczyźni
- Kim Taek-su - gra pojedyncza - 5. miejsce,
- Yu Nam-gyu - gra pojedyncza - 9. miejsce,
- Lee Cheol-seung - gra pojedyncza - 17. miejsce,
- Lee Cheol-seung, Yu Nam-gyu - gra podwójna - 3. miejsce
- Gang Hui-chan, Kim Taek-su - gra podwójna - 5. miejsce,

### Tenis ziemny
Kobiety
- Choi Yeong-ja - gra pojedyncza - 17. miejsce,
- Park Seong-hui - gra pojedyncza - 33. miejsce,
- Kim Eun-ha, Park Seong-hui - gra podwójna - 17. miejsce,

Mężczyźni
- Lee Hyeong-taek, Yun Yong-il - gra podwójna - 17. miejsce,

### Wioślarstwo
Kobiety
- Min Byeong-sun, Park Yeong-ja - dwójki podwójne - odpadły w repesażach,

Mężczyźni
- Lee In-su, Lee Ho - dwójki podwójne - odpadli w repesażach,

### Zapasy
Mężczyźni
- Sim Gwon-ho - styl klasyczny waga do 48 kg - 1. miejsce,
- Ha Tae-yeon - styl klasyczny waga do 52 kg - 7. miejsce,
- Park Chi-ho - styl klasyczny waga do 57 kg - 11. miejsce,
- Choi Sang-seon - styl klasyczny waga do 62 kg - 9. miejsce,
- Kim Yeong-il - styl klasyczny waga do 68 kg - 18. miejsce,
- Kim Jin-su - styl klasyczny waga do 74 kg - 7. miejsce,
- Park Myeong-seok - styl klasyczny waga do 82 kg - 14. miejsce,
- Eom Jin-han - styl klasyczny waga do 90 kg - 20. miejsce,
- Jang Jae-sung - styl wolny waga do 48 kg - 5. miejsce,
- Jang Jae-sung – styl wolny waga do 62 kg - 2. miejsce,
- Hwang Chang-ho - styl wolny waga do 68 kg - 6. miejsce,
- Park Jang-soon - styl wolny waga do 74 kg - 2. miejsce,
- Yang Hyun-mo - styl wolny waga do 82 kg - 2. miejsce,
- Kim Ik-hui - styl wolny waga do 90 kg - 8. miejsce,
- Kim Tae-u - styl wolny waga do 100 kg - 17. miejsce,

### Żeglarstwo
- Ju Sun-an - windsurfing kobiety - 16. miejsce,
- Kim Ho-gon - Klasa Laser - 23. miejsce,
- Ok Deok-pil - windsurfing mężczyźni - 33. miejsce,
- Kim Dae-yeong, Jeong Seong-an - klasa 470 mężczyźni - 28. miejsce,